# 7530 Mizusawa
A 7530 Mizusawa (ideiglenes jelöléssel 1994 GO1) a Naprendszer kisbolygóövében található aszteroida. K. Endate és Vatanabe Kazuró fedezte fel 1994. április 15-én.